# Douglas Osheroff
Douglas Dean Osheroff (1er août 1945) est un physicien américain. Il est colauréat avec David Morris Lee et Robert Coleman Richardson du prix Nobel de physique de 1996.

## Biographie
Osheroff naît à Aberdeen dans l'État de Washington. Il passe son Bachelor en 1967 au Caltech où il est un des étudiants de Richard Feynman. Il reçoit son Ph.D. à l'Université Cornell en 1973.
En 1972, avec David Morris Lee et Robert C. Richardson, ils publient leur travail sur la superfluidité de l'hélium 3. Ils reçoivent ensemble en 1981 le prix Oliver E. Buckley de la matière condensée décerné par l'American Physical Society et partagent le prix Nobel de physique en 1996 « pour leur découverte de la superfluidité de l'hélium 3 ».
Il enseigne à l'Université Stanford depuis 1987. Osheroff a participé à la commission d'enquêtes sur l'accident de la navette spatiale Columbia.